# 威洛山 (伊利諾伊州)
威洛山（英語：Willow Hill）是位於美國伊利諾伊州傑斯帕縣的一個村落。

## 地理
威洛山的座標為38°59′50″N 88°01′17″W / 38.99722°N 88.02139°W，而該地最高點為海拔高度153米（即502英尺）。

## 人口
根據2010年美國人口普查的數據，威洛山的面積為2.69平方千米，當中陸地面積為2.69平方千米，而水域面積為0.00平方千米。當地共有人口230人，而人口密度為每平方千米85人。